# Saint-Christophe-en-Boucherie
Saint-Christophe-en-Boucherie là một xã ở tỉnh Indre ở miền trung nước Pháp. Xã này có diện tích 26,89 km², dân số năm 1999 là 246 người. Khu vực này có độ cao trung bình 268 mét trên mực nước biển.